# Wavrechain-sous-Denain

Wavrechain-sous-Denain este o comună în departamentul Nord, Franța. În 1 ianuarie 2022 avea o populație de 1.606 de locuitori.